# Roland Vaubel
Roland Vaubel (* 5. Januar 1948 in Obernburg am Main; † 14. September 2024 in Neustadt an der Weinstraße) war ein deutscher Ökonom.
Er lehrte von 1984 bis 2016 Volkswirtschaftslehre und Politische Ökonomie an der Universität Mannheim.

## Leben
Roland Vaubel war der Sohn des Juristen und ehemaligen Vorstands und Generaldirektors (Glanzstoff AG, Enka Glanzstoff AG) Ludwig Vaubel (* 21. Juni 1908 in Gießen; † 1998), hatte zwei Geschwister und besuchte in Wuppertal die Schule. Danach studierte er Rechtswissenschaften an der Ludwig-Maximilians-Universität München und Philosophy, Politics and Economics (PPE) am St Peter’s College der University of Oxford (Bachelor of Arts, 1970). Zu seinen Lehrern in Oxford gehörte u. a. Sir Alec Cairncross. 1972 erwarb er an der Columbia University in New York einen Master of Arts in Economics.
Von 1973 bis 1978 und von 1981 bis 1984 war er wissenschaftlicher Mitarbeiter am Institut für Weltwirtschaft an der Universität Kiel (ifW). An der Universität Kiel wurde er 1977 bei Herbert Giersch am Fachbereich für Wirtschafts- und Sozialwissenschaften mit der Dissertation Strategies for currency unification: the economics of currency competition and the case for a European parallel currency zum Dr. sc. pol. promoviert und 1980 habilitierte er sich mit der Arbeit International coordination versus competition of national stabilization policies. In den Jahren 1979 bis 1981 war er zuerst Associate Professor und dann ordentlicher Professor an der Erasmus-Universität Rotterdam und schließlich Gastprofessor an der University of Chicago. 1984 erhielt er einen Ruf der Universität Mannheim, wo er bis zu seiner Emeritierung im Jahr 2016 Volkswirtschaftslehre und Politische Ökonomie lehrte.
Vaubel war Mitunterzeichner des eurokritischen Manifests Die währungspolitischen Beschlüsse von Maastricht: Eine Gefahr für Europa (1992) und des Hamburger Appells (2005). Er war einer der 68 Hauptzeichner der Wahlalternative 2013. Vaubel war zeitweise Mitglied der CDU, der FDP und der AfD sowie des wissenschaftlichen Beirats der AfD. Vaubel legte im Juli 2015 seine Ämter innerhalb der AfD nieder und schloss sich der Allianz für Fortschritt und Aufbruch an (später Liberal-Konservative Reformer).
Im Mai 2018 initiierte er mit Dirk Meyer, Thomas Mayer und Gunther Schnabl den Aufruf Der Euro darf nicht in die Haftungsunion führen! Dieser wurde von über hundert Ökonomen unterstützt.

## Schwerpunkte
Schwerpunkte von Vaubels Tätigkeit waren die internationale Währungspolitik, die Politische Ökonomie von Zentralbanken und internationalen Organisationen sowie die Wissenschaftstheorie.

## Mitgliedschaften
- Wissenschaftlicher Beirat beim Bundesministerium für Wirtschaft und Technologie[12]
- Associate Editor der Zeitschrift Review of International Organizations
- Editorial Board der Zeitschriften European Journal of Political Economy, Constitutional Political Economy, European Journal of Law and Economics und Cato Journal
- Mitglied der Studiengruppe „European Monetary Unity“ der Europäischen Kommission (1974–1976)
- Board of Directors der Mont Pelerin Society (1980–1986; 1994–2000)
- Academic Advisory Council des Institute of Economic Affairs, London
- Adjunct Scholar des Cato Institute, USA (1980–1990)
- Akademischer Beirat, Liberales Institut, Zürich
- Mitglied der Friedrich A. von Hayek-Gesellschaft
- Mitglied und Förderer der Bürgerstiftung lebenswerte Stadt Neustadt an der Weinstraße

## Schriften (Auswahl)
- Strategies for currency unification. the economics of currency competition and the case for a European parallel currency (= Kieler Studien. 156). Mohr, Tübingen 1978, ISBN 3-16-340571-1.
- Internationale Absprachen oder Wettbewerb in der Konjunkturpolitik? (= Vorträge und Aufsätze. 77) Mohr, Tübingen 1980, ISBN 3-16-343011-2.
- (als Hrsg.): Handbuch Marktwirtschaft. Neske, Pfullingen 1986, ISBN 3-7885-0290-8 (2. Aufl. 1993).
- Sozialpolitik für mündige Bürger. Optionen für eine Reform. Studie (= Studien zur gesellschaftlichen Entwicklung. Band 5). Nomos, Baden-Baden 1990, ISBN 3-7890-2068-0.
- The centralisation of Western Europe.The common market, political integration, and democracy. Institute of Economic Affairs, London 1995, ISBN 0-255-36343-5.
- Europa-Chauvinismus. Der Hochmut der Institutionen. Universitas, München 2001, ISBN 3-8004-1424-4.
- The European institutions as an interest group. The dynamics of ever-closer union. Institute of Economic Affairs, London 2009, ISBN 978-0-255-36634-2.
- Das Ende der Euromantik. Neustart jetzt. Springer, Wiesbaden 2018, ISBN 978-3-658-18563-3.